# Mark Helprin
Œuvres principales
- Conte d'hiver
- A City in Winter

Mark Helprin (né le 28 juin 1947) est un romancier américain, journaliste, chroniqueur conservateur, chercheur au Claremont Institute d'études diplomatiques et de philosophie politique, membre de l'American Academy in Rome, et du Council on Foreign Relations. Son œuvre de fiction se situe entre plusieurs genres et plusieurs styles, et il a déclaré qu'il n'appartenait « à aucune école ni tendance, à aucun mouvement ou courant littéraire. »

## Biographie
Helprin est né à Manhattan, New York en 1947. Son père, Morris Helprin, travaille dans l'industrie cinématographique, où il devient président de London Films. Sa mère est l'actrice Eleanor Lynn, qui se distingue dans quelques productions de Broadway dans les années 1930 et 1940. En 1953 la famille quitte New York City pour une ville de banlieue aisée, Ossining, dans la vallée de l'Hudson. Il grandit au bord de l'Hudson et suit des études à la Scarborough School ; il obtient son diplôme de fin d'études secondaires en 1965. Il vit ensuite quelque temps dans les Antilles britanniques. Il est diplômé de l'Université Harvard (licence en 1969), et de Harvard's Graduate School of Arts and Sciences (maîtrise en 1972). Ses études de troisième cycle se déroulent à l'Université de Princeton et au Magdalen College d'Oxford, 1976-77. Il est juif, et devient citoyen israélien à la fin des années 1970. Il sert dans l'infanterie israélienne et dans la force aérienne israélienne. Helprin est marié à Lisa (Kennedy) Helprin. Ils ont deux filles, Alexandra et Olivia. Ils habitent une ferme de 22,6 hectares à Earlysville, Virginia, et, de même que son père et son grand-père l'ont fait avant lui, il travaille beaucoup lui-même sur ses terres.

## Romans, nouvelles et articles
Helprin déclare que ses créations littéraires « partent toujours de quelque chose d'infime ». « Je peux m'installer pour écrire une histoire juste en pensant aux deux premiers mots d'une nouvelle de Scott Fitzgerald : 'Cette Jonquille' — c'est le nom d'une femme. Cela me donne toujours envie d'écrire. Nous ne créons rien de neuf — personne n'a jamais imaginé une nouvelle couleur — ce que vous faites, c'est revitaliser. Vous vous souvenez, puis combinez, transformez. Les artistes qui croient créer de nouveaux mondes ne font que créer des versions minuscules de ce monde-ci. » Ses sources d'inspiration comprennent Dante, Shakespeare, Melville et Mark Twain.
Son premier roman, publié en 1977, est Refiner's Fire: The Life and Adventures of Marshall Pearl, a Foundling. Conte d'hiver, publié en 1983, est un récit à tendance fantastique se situant à New York,  au début du XXe siècle. Mémoires à l'abri des fourmis, publié en 1995, comprend de longues diatribes humoristiques contre les effets du café. En 2005, il publie Freddy and Fredericka, une satire basée sur les personnages du prince Charles et de la princesse Diana. in 2005. son dernier roman, In Sunlight and In Shadow (2012), a été décrit comme un long chant d'amour pour la ville de New York.
Helprin a publié trois recueils de nouvelles : A Dove of the East & Other Stories (1975), Ellis Island et autres nouvelles (1981), et The Pacific and Other Stories (2004). Il a également publié trois livres pour enfants, tous illustrés par Chris Van Allsburg : Swan Lake, A City in Winter, et The Veil of Snows. Ses œuvres ont été traduites dans plus de douze langues.
Helprin écrit dans le New Yorker pendant une vingtaine d'années. Il écrit des essais et tient une rubrique dans la Claremont Review of Books. Ses écrits, dont des contributions politiques aux pages de débat, sont publiés dans le Wall Street Journal (dont il est rédacteur jusqu'en 2006), le New York Times, le Washington Post, le Los Angeles Times, l'Atlantic Monthly, le New Criterion, National Review, American Heritage, et autres publications.

## Controverses
Helprin écrit, dans les colonnes du New York Times, un article où il soutient que les droits de propriété intellectuelle devraient être attribués à un auteur ou un artiste aussi longtemps que le Congrès pourrait les étendre en pratique. La réaction majoritairement négative, en particulier de la blogosphère, à cette prise de position est rapportée dans le blog du New York Times le lendemain. Helprin se dit choqué par la réponse.
En avril 2009, HarperCollins publie le manifeste d'Helprin, Digital Barbarism (la barbarie numérique). En mai, Lawrence Lessig signe une recension de l'ouvrage intitulée « The Solipsist and the Internet » (le solipsiste et l'internet) dans laquelle il décrit le livre comme une réponse aux innombrables réactions suscitées par son article dans le  New York Times. Lessig qualifie l'ouvrage d'Helprin d'"incroyablement négligé"  et critique également HarperCollins pour avoir publié une livre « truffé d'erreurs factuelles basiques. » 

## Prix et distinctions
Helprin a obtenu une bourse de l'American Academy à Rome ainsi que de la Fondation Guggenheim ; il a également reçu le National Jewish Book Award et le Prix de Rome de l'Académie américaine des arts et des lettres.
Il est chercheur au Claremont Institute d'études diplomatiques et de philosophie politique. En 1996 il a été conseiller en politique étrangère du candidat aux élections présidentielles Bob Dole, dont il écrivait également des discours.
En mai 2006, la New York Times Book Review publie une liste de romans américains, à partir des réponses reçues à une lettre adressée par la revue à environ deux cents auteurs importants, critiques, éditeurs et autres personnalités du monde des lettres, pour identifier « la meilleure œuvre de fiction américaine publiée au cours des 25 dernières années ». Parmi les 22 livres à avoir reçu de nombreux suffrages figure le Conte d'hiver d'Helprin.
En 2006 Helprin reçoit l'Helmerich Award.
Le 8 novembre 2010, à New York, Helprin reçoit le Salvatori Prize 2010 du Claremont Institute (Think tank conservateur).

## Œuvres
- A Dove of the East and Other Stories (1975)
- Refiner's Fire (1977)
- Ellis Island : nouvelles (1981) (Ellis Island and Other Stories)
- Conte d'hiver (1983) (Winter's Tale)
- Swan Lake (1989)
- Un soldat de la grande guerre (1991)
- Mémoires à l'abri des fourmis (1995) (Memoir From Antproof Case)
- A City in Winter (1996)
- The Veil of Snows (1997)
- The Pacific and Other Stories (2004)
- Freddy and Fredericka (2005)
- Digital Barbarism: A Writer's Manifesto (2009)
- A Kingdom Far and Clear: The Complete Swan Lake Trilogy (2010) – Réunit Swan Lake, A City in Winter, et The Veil of Snows en un volume.
- In Sunlight and In Shadow (2012)